# The Boat
The Boat é um filme de comédia mudo estadunidense de 1921, escrito, dirigido e estrelado por Buster Keaton. As críticas contemporâneas o consideram um de seus melhores curtas, com One Week (1920), The Playhouse (1921) e Cops (1922).
Atualmente está em domínio público. A International Buster Keaton Society leva seu nome, The Damfinos, do nome do barco do filme.

## Trama
Buster é casado e tem dois filhos (ambos usam versões infantis do mesmo chapéu de torta de porco). Ele construiu um grande barco que batizou de Damfino dentro de sua casa. Quando termina e decide levar o barco para o mar, percebe que é grande demais para passar pela porta. Ele aumenta um pouco a abertura, mas quando reboca o barco usando uma polia de seu Ford T, o barco se mostra um pouco maior do que ele estimava e a casa desaba completamente.
Ao tentar lançar o barco, Buster perde o carro da família. O barco passa impunemente sob as pontes extremamente baixas dos canais de Veneza (Califórnia), graças ao design inteligente do barco de Buster. Uma vez no Pacífico, Buster e sua família são pegos por uma terrível tempestade. O barco mal está em condições de navegar, para começar, e não ajuda que Buster perfura ainda mais o fundo do barco para deixar a água sair, resultando em um jorro espetacular. Ele envia pelo rádio uma chamada de código Morse pedindo ajuda, mas quando o operador da Guarda Costeira pergunta quem é, ele responde, "damfino" em código Morse. A operadora interpreta como "droga se eu sei"  e descarta a ligação como uma brincadeira. Subindo em um bote ridiculamente pequeno que na verdade é uma banheira, a família se resigna a afundar no mar - até perceber que na verdade está em águas rasas. Depois de caminhar uma curta distância, eles chegam a uma praia deserta no escuro da noite. "Onde estamos?" pergunta à esposa (por meio de um intertítulo), ao que Buster responde: "Droga, se eu sei" (sugerindo as palavras para a câmera; nenhum intertítulo é usado).

## Temas
The Boat é uma recontagem clássica do tema favorito de Keaton, Man Versus Machine. Os temas de calamidade e destruição que acompanham abrem caminho para o "homenzinho" recuperar o controle da situação.
Oldham observa que o nome do barco, Damfino (ou "droga, se eu sei") reflete a própria reação de Keaton ao mundo desafiador e desconcertante que ele enfrenta em seus filmes. Como o nome é mencionado inúmeras vezes ao longo do filme, Oldham também o descreve como "provavelmente o trocadilho único mais antigo da história do cinema mudo". Em seu livro Buster Keaton and the Muskegon Connection, Okkonen e Pesch afirmam que Keaton pegou o nome de uma entrada de barco a motor em uma regata Actors 'Colony em Muskegon. Keaton reutilizou o nome de um projétil de corrida em seu filme de 1927, College.

## Elenco
- Buster Keaton como O Construtor de Barcos
- Edward F. Cline como Receptor SOS (sem créditos)
- Sybil Seely como sua esposa (sem créditos)

## Produção

### Desenvolvimento
Neibur e Niemi consideram O Barco a terceira parcela de uma trilogia de filmes sobre um jovem casal, começando com The Scarecrow (1920) e continuando com One Week (1920). Eles também observam o paralelismo entre o final de One Week, em que a casa do casal é destruída por um trem, e o início de The Boat, em que sua casa é destruída pelo barco. Keaton considerou combinar One Week e The Boat em um único quadrinho que seguiria as aventuras de um jovem casal. Para esse fim, Virginia Fox, que foi originalmente escalada como a esposa em The Boat, foi substituída por Sybil Seely, a esposa em One Week. No entanto, a ideia de combinar os filmes nunca foi concretizada.

### Filmagem e efeitos especiais
O lançamento do barco, em que a embarcação desliza para fora da rampa de lançamento e afunda direto na água, levou três dias para ser filmado. O diretor técnico Fred Gabourie teve dois barcos construídos para a produção – um para flutuar e outro para afundar. No entanto, nenhum dos navios desempenhou sua função. A equipe de produção inicialmente pesou o barco destinado a afundar com aproximadamente 730 kg de ferro-gusa e trilhos, mas conforme a embarcação deslizou para fora da rampa, ela diminuiu a velocidade em vez de deslizar debaixo d'água. Keaton explicou mais tarde que um undercrank não poderia ser usado porque tornaria a superfície da água "saltitante". Como próxima estratégia, a tripulação fez furos em todo o barco para garantir que ele afundasse. Mas a própria flutuabilidade da madeira impediu que ela afundasse rapidamente. Finalmente, a tripulação rebocou o barco para Balboa Bay, perto de Newport Beach, Califórnia, e afundou uma âncora com um cabo preso a uma polia montada na popa. Na outra ponta, o cabo foi preso a um rebocador, que arrastou o barco para baixo da água para completar a mordaça.

## Recepção
The Boat foi bem recebido pelos cinéfilos. Keaton o considerava um de seus favoritos. Em sua autobiografia My Wonderful World of Slapstick, Keaton disse que a imagem de assinatura de seu chapéu flutuando na água no final do filme o identificou instantaneamente e fez o público pensar que ele estava "andando debaixo d'água logo abaixo dele".
Uma crítica de 1921 no The Washington Post chamou o filme de clássico, sugerindo que Keaton deve ter consultado a Marinha dos Estados Unidos para inventar "todos os contratempos possíveis que podem acontecer a um navio em alto mar".